# Tito Yupanqui (gemeente)
Tito Yupanqui is een gemeente (municipio) in de Boliviaanse provincie Manco Kapac in het departement La Paz. De gemeente telt naar schatting 6.525 inwoners (2018). De hoofdplaats is Tito Yupanqui.

## Indeling
De gemeente bestaat uit 1 kanton met onderkantons:
- Alto Sihualaya - 378 inwoners (2001)
- Chichilaya - 230 inw.
- Chiquipata - 233 inw.
- Coaquipa - 225 inw.
- Huatapampa - 204 inw.
- Parqui Pujio - 180 inw.
- Tito Yupanqui - 773 inw.